# Robert Neubauer (Unternehmer)

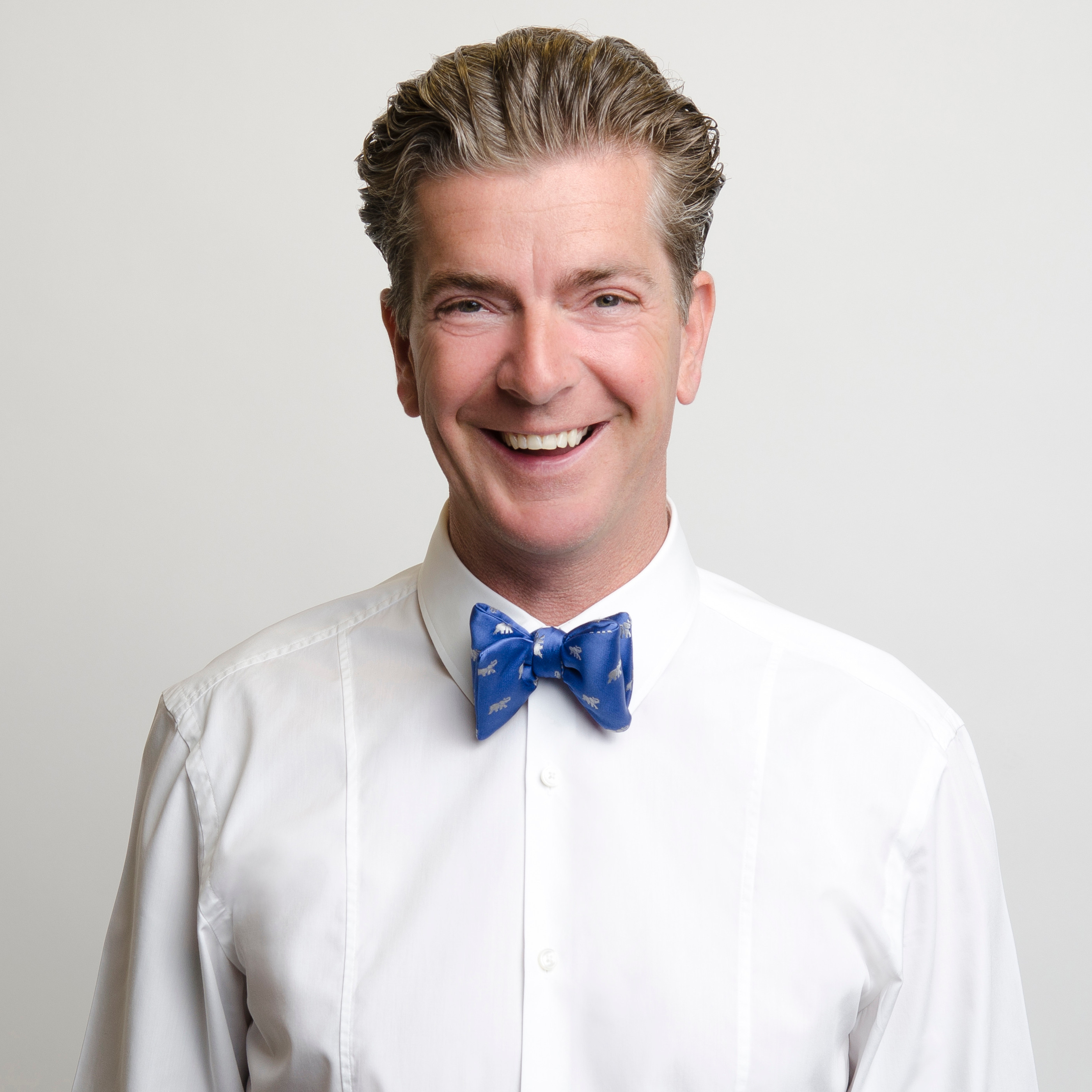
Robert Neubauer (2013)

Robert Neubauer (* 11. August 1972 in Potsdam), auch Peyton Robert Neubauer, ist ein deutscher Immobilienmakler. Bekannt wurde er ab 2010 als Fernsehdarsteller für die Pseudo-Doku mieten, kaufen, wohnen auf dem Fernsehsender VOX.

## Leben
Neubauer wuchs in Potsdam auf. In seiner Jugend war er Leistungssportler und im 100-Meter-Sprint aktiv. Neubauer machte danach eine Ausbildung zum Koch bei der Potsdamer Ufergaststätte an der Neustädter Havelbucht. 1989 absolvierte er die Prüfung zum Koch bei der Industrie- und Handelskammer der DDR und arbeitete fast zehn Jahre in diesem Beruf.
1999 absolvierte Neubauer die Prüfung zum Kaufmann in der Grundstücks- und Wohnungswirtschaft und arbeitet seitdem als Immobilienmakler. Zeitweise war er bei Engel & Völkers in Potsdam und Berlin sowie beim Immobilienunternehmen Locals in Potsdam tätig. Im selben Jahr wurde Neubauer zum stellvertretenden Prüfungsausschussvorsitzenden für Immobilienkaufleute der IHK Potsdam berufen. Neubauer gründete 2013 ein Immobilienunternehmen in Potsdam. Seit Oktober 2015 ist er Lizenzpartner von Dahler & Company in Potsdam.
Nach einem Casting wurde er 2010 Teil der Pseudo-Doku mieten, kaufen, wohnen. Neubauer trat in der auf VOX bis 2016 ausgestrahlten Sendung regelmäßig auf und war bis Anfang 2014 in fast 200 Folgen zu sehen. 2014 gewann er als Teilnehmer bei Das perfekte Promi-Dinner. 2015 war er bei Makler gegen Makler und 2017 als Kommentator bei Die Immobilienjäger auf VOX zu sehen.